# وارنر باكستر
وارنر باكستر (29 مارس 1889 - 7 مايو 1951) (بالإنجليزية: Warner Baxter)‏ كان ممثل أمريكي، حاصل على جائزة أكاديمية عام 1941 كأفضل ممثل عن فيلم في أريزونا القديمة.

## مواقع خارجية
- وارنر باكستر على موقع IMDb (الإنجليزية)
- وارنر باكستر على موقع الموسوعة البريطانية (الإنجليزية)
- وارنر باكستر على موقع روتن توميتوز (الإنجليزية)
- وارنر باكستر على موقع ألو سيني (الفرنسية)
- وارنر باكستر على موقع تيرنر كلاسيك موفيز (الإنجليزية)
- وارنر باكستر على موقع أول موفي (الإنجليزية)
- وارنر باكستر على موقع قاعدة بيانات برودواي على الإنترنت (الإنجليزية)
- وارنر باكستر على موقع قاعدة بيانات الأفلام السويدية (السويدية)
- وارنر باكستر على موقع إن إن دي بي (الإنجليزية)
- وارنر باكستر على موقع ديسكوغز (الإنجليزية)